# Planula
A planula vagy bolygólárva a csalánozók (Cnidaria) törzsbe tartozó egyes állatok medúza alakjának, például a kehelyállatok (Scyphozoa) osztály tagjainak szabadon úszó lárvája.
A megtermékenyítés a medúza űrbelében (coelenteron) történik, majd a zigóta a szájnyíláson át kikerül a környező vízbe, ő lesz a planula.
Kétoldali szimmetriát mutat. Testürege nincs, egyrétegű csillós ektodermája és egységes endodermája van. A szedercsíra (morula) állapothoz hasonló.
A bolygólárvából vagy rögtön az anyaállat kicsiny hasonmása fejlődik, vagy aljzatot keres és lerögzül, hidra- vagy polipformát hozva létre. Ez a hidra pl. kehelyállatoknál ivartalanul újabb medúzákat hoz létre.